# Лікарня атолу Фаафу
Лікарня атолу Фаафу (англ. Faafu Atoll Hospital) — лікарня, яка розташована на острові Ніландху в атолі Фаафу, Мальдіви. Вона є частиною органу охорони здоров’я Мальдів.

## Історія
Лікарня атолу Фаафу була спочатку створена як Центр здоров’я Фаафу Ніландху 30 квітня 1996 року, а 16 грудня 2006 року був переведений у статус лікарні для атолу Фаафу. Лікарня - це мрія для людей атолу Фаафу в пошуках покращеної медичної допомоги на самому атолі. 7 квітня 2002 року в лікарні з'явилися лабораторні послуги, а 26 березня 2007 року — радіографічний аналіз (рентгенівським випромінюванням).